# Ściborzyce (Petite-Pologne)
Pour les articles homonymes, voir Ściborzyce.
Ściborzyce est une localité polonaise de la gmina de Trzyciąż, située dans le powiat d'Olkusz en voïvodie de Petite-Pologne.